# Konglomerat von Saint-Crépin-de-Richemont
Das Konglomerat von Saint-Crépin-de-Richemont ist ein alttertiäres Flusskonglomerat im Norden des Départements Dordogne. Seine Bedeutung liegt in der Verwendung als Mühlstein, der bereits von den Römern abgebaut wurde.

## Geographie

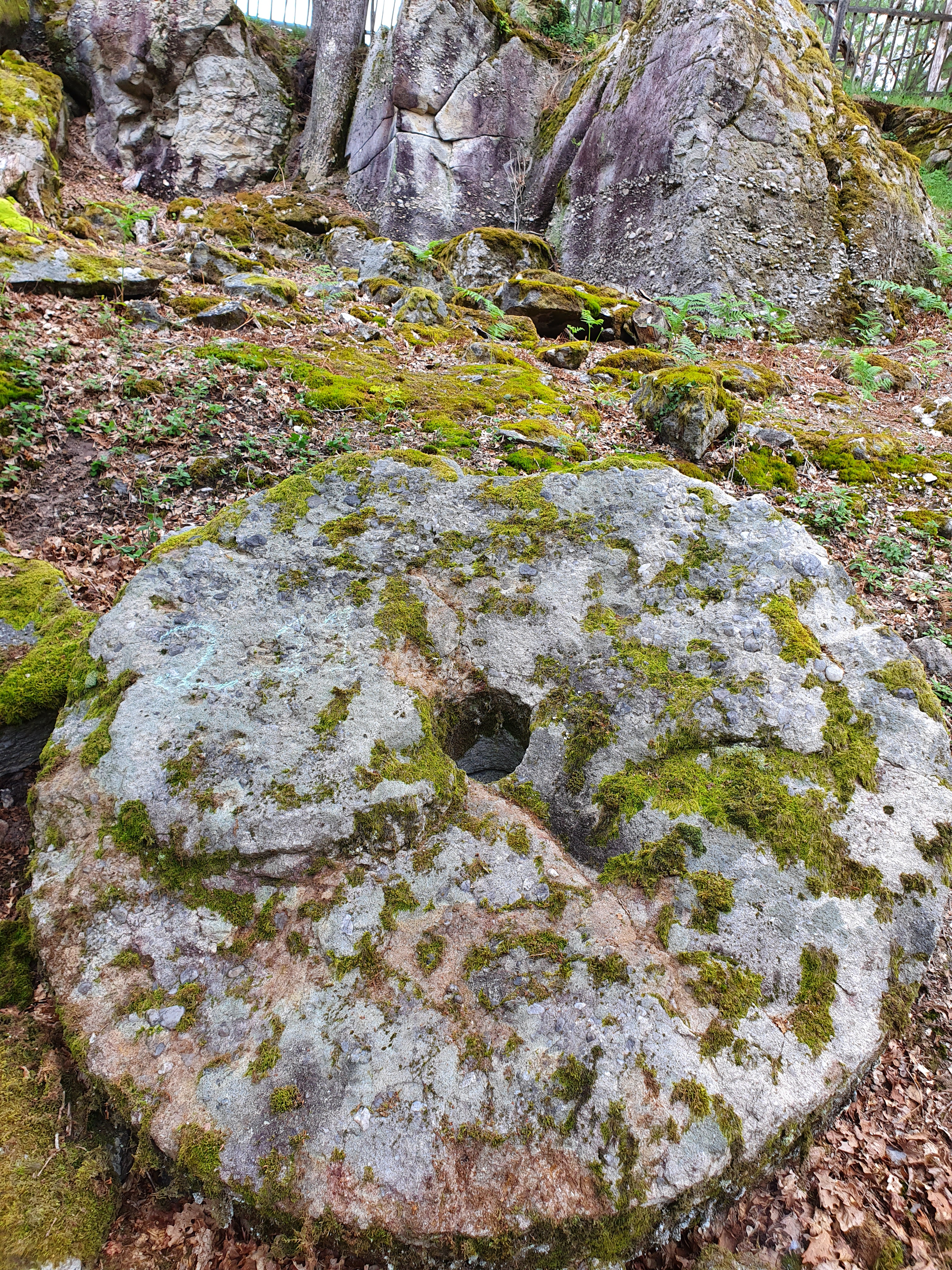
Liegengebliebener Mühlstein von Saint-Crépin-de-Richemont

Das Konglomerat von Saint-Crépin-de-Richemont bildet Teil der geologischen Formation H-F. Diese steht in der Umgebung von Saint-Crépin-de-Richemont beiderseits des nach Südwesten abfließenden Boulous an.
Das nördliche Vorkommen setzt bereits südlich von Saint-Front-sur-Nizonne ein und erstreckt sich nach zwei kleineren Unterbrechungen in Südwest-Richtung über eine Distanz von 11 Kilometer bis kurz vor Léguillac-de-Cercles. Es bedeckt den zwischen dem Tal der Nizonne und dem Tal des Boulous liegenden Höhenrücken, wobei die Höhenlagen der Basis bei 175 bis 200 Meter zu liegen kommen. Der höchste Punkt erreicht 239 Meter südöstlich von La Chapelle Pommier, in einem nordwestlichen Abzweig des Hauptstranges. Das südliche Vorkommen im Osten von Saint-Crépin-de-Richemont ist von geringerer Ausdehnung und erreicht nur eine Gesamtlänge von 5 Kilometern. Es kann von Le Claud im Nordosten bis zum Schloss Richmond im Südwesten verfolgt werden. Es liegt etwas höher als der Nordflügel und kulminiert auf 246 Meter bei Puyssegné unweit von Champredon.
Der historische Mühlsteinbruch befindet sich im nördlichen Vorkommen auf dem bewaldeten Höhenrücken unmittelbar nördlich von Petit Berger, etwa 1 Kilometer nördlich des Ortskerns von Saint-Crépin-de-Richemont. Gewöhnlich
werden die Steinbrüche von einem Parkplatz beim Weiler Les Brageaux aus besichtigt. Der Zugang erfolgt über einen Waldweg, von dem aus nach links abzweigend in einer langen Schleife die verschiedenen Brüche aufgesucht werden können.

## Geologie
Das großteils konsolidierte Flusskonglomerat bildet das Hangende um Saint-Crépin-de-Richemont. Es hat die flachliegenden Sedimente der Oberkreide des nördlichen Aquitanischen Beckens transgrediert. So liegt es beispielsweise dem Coniacium, dem Santonium und dem Untercampanium direkt auf. Meist schaltet sich jedoch noch Kolluvium dazwischen, seinerseits hervorgegangen aus der Umlagerung der Kreidesedimente. Die maximale Gesamtmächtigkeit des kontinentalen Sedimentpakets wird mit 70 Meter abgeschätzt.

### Stratigraphie

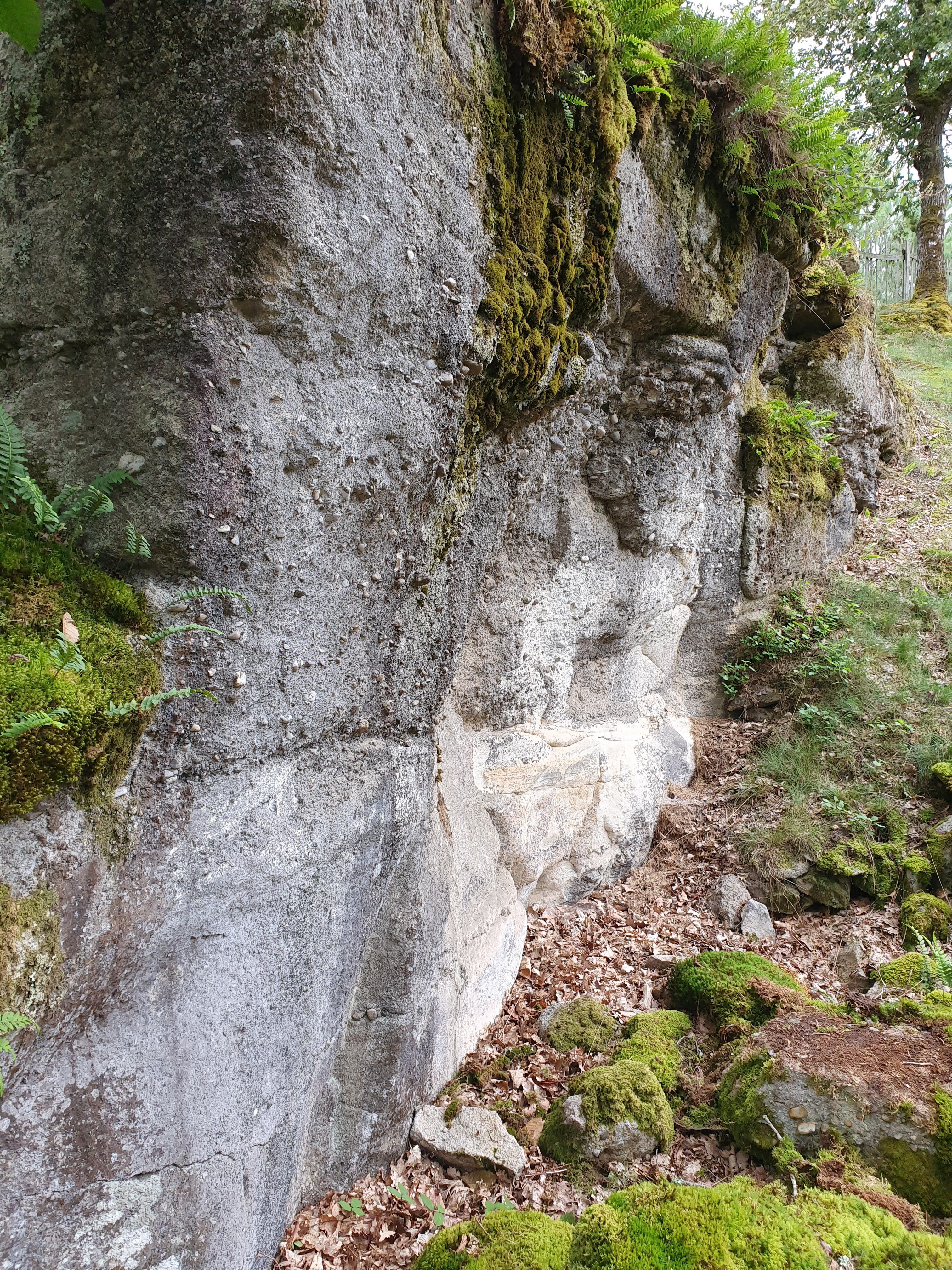
Abbruchswand der Mühlsteine

Das Flusskonglomerat zeigt eine recht variable Stratigraphie. Das Liegende fällt generell recht feinkörnig aus und besitzt tonigen bis tonig-sandigen Charakter. Es zeigt faziell gewisse Anklänge an den eisenhaltigen Sidérolithique. Darüber legt sich ein grobkörniges, kiesiges Ensemble in einer sandigen, feldspatreichen Matrix. Hierüber schließt sich eine Wechselfolge unterschiedlicher Granulometrie an, welche sich zwischen relativ feinkörnigen tonigen Sanden bzw. sandigen Tonen einerseits und grobkörnigen Sanden mit Kieslagen andererseits bewegt. Dies lässt unterschiedliche sedimentäre Sequenzen vermuten. Die Kiesgerölle bestehen gewöhnlich aus Quarz und aus verkieselter Arkose.

## Petrographie

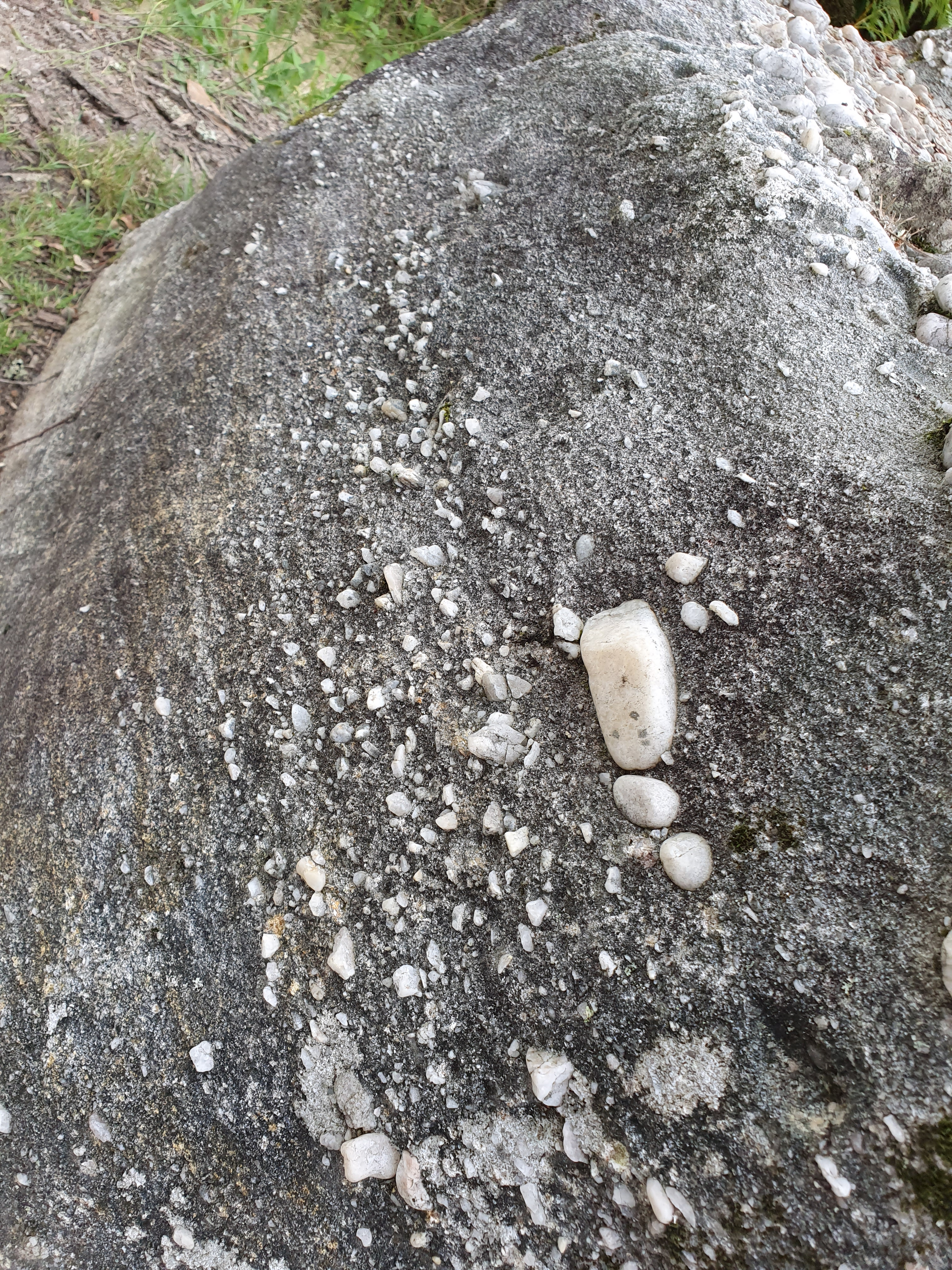
Nahaufnahme des Konglomerats

Petrographisch handelt es sich beim Konglomerat von Saint-Crépin-de-Richemont um einen groben, kiesführenden Sandstein, der stellenweise konglomeratisch ausgebildet sein kann. Die Korngrößen bewegen sich vom Millimeter- bis in den Zentimeterbereich. Die Einzelkomponenten bestehen vorwiegend aus mono-, aber auch aus polykristallinen Quarzkörnern, selteneren Kristallinbruchstücken von nur wenig angegriffenen Graniten, Bruchstücken von Quarziten und Muskovitkristallen. Die Quarzkörner sind nur schwach abgerundet und sprechen für einen relativ kurzen Transportweg. Gelegentlich zeigen sie eine nur schwache undulöse Auslöschung. Das Bindemittel des Gesteins ist ein toniger Zement, der vollkommen verkieselt vorliegt. Diese Eigenschaft verleiht dem Gestein erst seine besondere Eignung als Mühlstein. Der bindende tonige Zement ist sehr homogen und entstammt zweifellos dem fluviatilen Bereich. Sein vadoses Milieu wird durch Perkolations- und Akkumulationsstrukturen angezeigt. Diese Internabsonderung wurde daraufhin durch Kieselsäure rekristallisiert, wobei der Rekristallisationsprozess bereits relativ früh erfolgt sein dürfte. Einige Bestandteile sind hierbei umgewandelt worden oder sind teilweise oder gänzlich verschwunden, was im Bindemittel stellenweise eine bedeutende Makroporosität hinterließ. Die letzten Umwandlungsstadien entsprechen einer Flüßigkeitszirkulation innerhalb der neu entstandenen Porosität, wobei die Matrix punktuell angegriffen wurde und eine Anreicherung mit Eisenoxid stattfand. Trotz dieser spätdiagenetischen Phase sind noch viele Feldspäte gut erkennbar, entweder als Einzelkristalle oder als Granitfragmente. Diese Tatsache verweist entweder auf einen nur kurzen stofflichen Transportweg des Lösungsmittels oder auf eine nur mäßig aggressive Erosion und womöglich auf klimatisch kühle Bedingungen.

## Tektonik
Nördlich von Cantillac begrenzt eine Ostsüdost-streichende Störung den Südkontakt des Konglomerats gegenüber der Oberkreide. Die Bruchtektonik ist somit eindeutig jünger als die Ablagerung des Sediments. Westlich von Saint-Félix-de-Bourdeilles durchkreuzen zwei Störungen den Konglomeratstrang, ebenfalls in Ostsüdost-Richtung. Sie haben hier ein Absinken des Basisniveaus bewirkt und weiter südwestlich eine drastische Mächtigkeitsverringerung auf nur noch 7 bis 10 Meter. Die beiden Störungen stellen Fortsetzungen der Mareuil-Antiklinale dar. Die Bruchtektonik hielt bis ins Oberpleistozän an, wie fossile und aktuelle Mäander der Dronne im weiteren Störungsverlauf unmittelbar südwestlich von Champagnac-de-Belair nahelegen.

## Alter
Vom Konglomerat von Saint-Crépin-de-Richemont existiert weder eine relative noch absolute Altersdatierung. Es muss aber aufgrund der Transgressionsverhältnisse auf jeden Fall jünger als Untercampanium sein, d. h. jünger als 80 Millionen Jahre. Relativ ist es
ferner jünger als die aus den Oberkreideablagerungen hervorgegangenen kolluvialen Alterite (Formationen AC und ACC), jedoch älter als die ebenfalls fluviatile Formation Fs des Altpleistozäns (möglicherweise auch Pliozäns). J.-J. Châteauneuf und Kollegen
(1977) korrelieren das Konglomerat mit dem kontinentalen Tertiär des Typus Brenne und Charentais, das mit Eozän bis Oberoligozän datiert ist.

## Schlussfolgerung

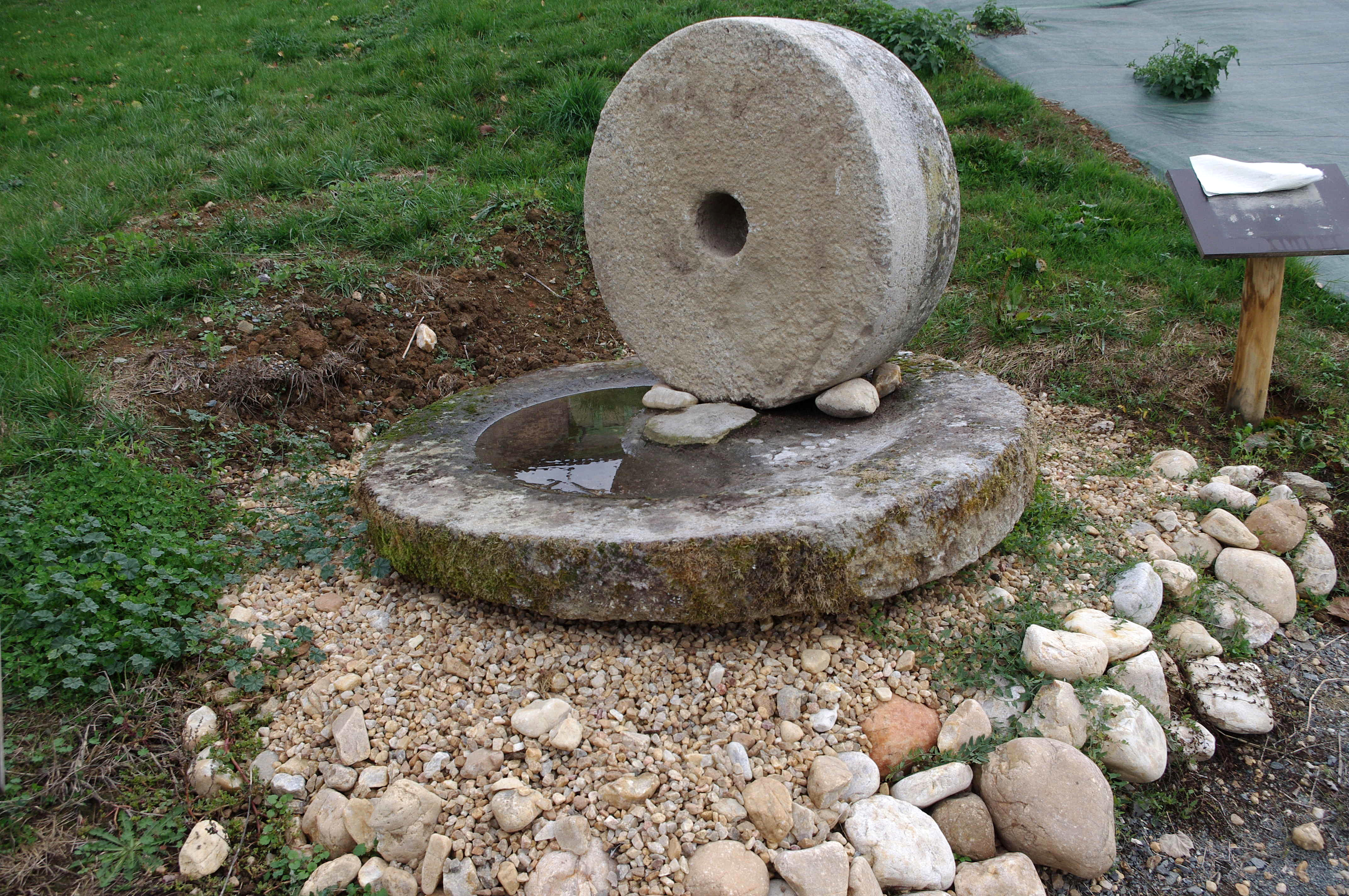
Mühlstein aus Saint-Crépin-de-Richemont im Geosite Saint-Paul-la-Roche

Das Konglomerat von Saint-Crépin-de-Richemont hat sich wahrscheinlich in nacheozänen Geländevertiefungen am kristallinen Grundgebirgsrand des Massif Central abgesetzt. Das Liegende der Formation wurde unter ruhigen, wahrscheinlich lakustrischen Bedingungen sedimentiert. Das Hangende dokumentiert eine deutliche Zunahme des Energieniveaus mit fluviatiler bis torrentieller detritischer Sedimentation. Konsekutive erosive Ereignisse stehen wahrscheinlich mit wiederholten Episoden tektonischer Natur in Zusammenhang. Die klimatischen Bedingungen sprechen insgesamt für semiarid, unklar ist jedoch, ob es sich hierbei um einen Erwärmungs- oder Abkühlungstrend handelte.